# Aristofón
Aristofón (en griego antiguo: Ἀριστοφῶν) fue un pintor griego de cierto mérito, hijo y discípulo de Aglaofón, y hermano de Polignoto. Fue probablemente sin embargo el padre de Aglaofón el Joven pintor contemporáneo de Alcibíades. Seguramente era natural de Tasos.
Es mencionado por Plinio el Viejo y Plutarco. Este último lo hace autor de una pintura que representa a Alcibíades en brazos de Nemea, pero esto seguramente es un error.